# Россия на Играх доброй воли
Россия принимала участие в летних Играх доброй воли, начиная с Игр 1994 года. Также принимала участие в зимних Играх 2000 года.
До 1994 года спортсмены России принимали участие в Играх в составе команды СССР.
На всех Играх спортивные делегации России завоевали всего 343 медали, из них 130 золотых.

## Медальный зачёт

### Медали на летних Играх
| Игры                 | Золото                             | Серебро                            | Бронза                             | Всего                              | Место                              |
| 1986, 1990           | участвовали в составе команды СССР | участвовали в составе команды СССР | участвовали в составе команды СССР | участвовали в составе команды СССР | участвовали в составе команды СССР |
| Санкт-Петербург 1994 | 68                                 | 50                                 | 53                                 | 171                                | 1                                  |
| Нью-Йорк 1998        | 35                                 | 29                                 | 30                                 | 94                                 | 2                                  |
| Брисбен 2001         | 24                                 | 30                                 | 19                                 | 73                                 | 2                                  |
| Всего                | 127                                | 109                                | 102                                | 338                                |                                    |

### Медали на зимних Играх
| Игры             | Золото | Серебро | Бронза | Всего | Место |
| Лейк-Плэсид 2000 | 3      | 1       | 1      | 5     | 4     |